# 云世英
云世英（1924年—2021年2月5日），曾用名刘今，男，蒙古族，内蒙古托克托人，中华人民共和国政治人物，曾任内蒙古自治区人民政府党组副书记、副主席，第八届全国政协委员。